# Melocactus neryi
Melocactus neryi es una especie de planta fanerógama de la familia Cactaceae.

## Descripción
Melocactus neryi  crece con el tallo de color azul-verde oscuro a amarillento, esférico deprimido que alcanzan un tamaño de 5,5-18 centímetros de altura y un diámetro de 7-20 centímetros. Tiene 9 a 15 afiladas costillas disponibles. Las espinas marrón oscuro inicialmente a amarillento-marrón tornan a color marrón rojizo en la vejez y son gruesas con gris blanquecino. La mayoría tiene una sola espina central que se curva hacia arriba y de 1 a 2,5 centímetros de largo. Las seis a diez espinas radiales de hasta 2,9 centímetros de largo están dobladas. El cefalio está compuesto por cerdas finas, densas, de color rojizo a algo rojo anaranjado de hasta 5 centímetros de altura y tiene un diámetro de 4-9 cm. Las flores son de color rosa con algo púrpura y miden 1,8 a 2,2 cm de largo y tienen diámetros 0,8-1 centímetros. Apenas sobresalen fuera del cefalio. Los frutos de color rosa a lila y de 1 a 2 centímetros de largo y, a veces, aplanados.

## Distribución
Es endémica de Brasil.  Es una especie común en todo el mundo como planta ornamental.

## Taxonomía
Melocactus neryi fue descrita por Karl Moritz Schumann y publicado en Monatsschrift für Kakteenkunde 11: 168. 1901.
Etimología
Melocactus: nombre genérico, utilizado por primera vez por Tournefort, proviene del latín melo, abreviación de melopepo (término con que Plinio el Viejo designaba al melón). Se distingue de las demás cactáceas cilíndricas por tener un cefalio o gorro rojo, razón por la que los primeros españoles que llegaron a Sudamérica le llamaban "gorro turco".
neryi: epíteto otorgado en honor del entonces gobernador del estado brasileño de Amazonas, el Sr. Silvério Nery (1858–1934)
Sinonimia
- Cactus neryi (K.Schum.) Britton & Rose
- Melocactus guaricensis Croizat
- Melocactus schulzianus Buining & Brederoo[4][5]